# 李チョウ
李 憕（り ちょう、? - 天宝14載（755年））は、唐の玄宗の時代の官僚。安史の乱に際し、洛陽を守ったが、捕らえられ処刑された。

## 経歴

### 能吏として
太原郡文水県の出身。本貫は隴西郡狄道県（現在の甘粛省定西市臨洮県）。西涼の武昭王李暠の十一世孫。北魏の鎮西将軍・長安鎮都将・西兗州刺史・光禄大夫の李茂（李宝の子）の八世孫。監察御史であった李希倩の子。若くして、聡明さで知られ、科挙の明経に合格した。開元年間の初期に咸陽県尉となった。張説が相州刺史となった時、洺州の人相をよくすると評判のあった劉行にたずねたところ、臨河県尉の鄭巌とともに薦められた。そのため、張説の妹壻である陰行真の娘を娶ることとなった。張説が并州長史・天兵軍大使であった時、常にその幕下にいた。
開元9年（721年）、張説が宰相となった時、長安県尉に引き立てられた。また、宇文融の括戸政策に加わり、判官としたその田戸を調査し、監察御史に昇進した。その後、小さな事件に座し、晋陽県令に左遷されたが、その後は、兵部・吏部郎中、給事中を歴任した。官吏としての才幹があり、事務に明らかであり、非常にその能力と治績を称揚された。
開元28年（740年）、宰相の李林甫の意により、河南の少尹におとされる。この時、河南尹の蕭炅は、その権力に頼り、不法のことを行い、道士の孫甑生は、左道をもって昇進を求めていた。李憕は公直をもって蕭炅を正し、孫甑生の要求を全て拒否し、部下の官吏に頼られた。そのため、天宝年間の初期に清河郡太守に左遷されたが、政務のよろしきを得て、広陵長史に遷った。民は彼の生祠を建て、祝いを毎年欠かさなかった。その後も功績を上げ、襄陽郡太守となった。天宝11載（752年）、河東郡太守に転任し、採訪処置使を兼ねた。都にもどり、尚書右丞・京兆尹に就任した。

### 忠臣としての最期
天宝14載（755年）、宰相の楊国忠に嫌われたため、光禄卿、東京留守に転任し、洛陽に赴任した。その時に安禄山が反乱を起こし、安西節度使の封常清が洛陽の防御を命じられた。李憕は礼部尚書に昇進し、ともに洛陽の守りにつき、盧奕と河南尹・達奚珣とともに、兵士を慰撫し、城郭を補修し、侵攻に備えた。しかし、安禄山軍の攻撃により、洛陽は陥落し、封常清は洛陽から敗走した。李憕は敗残の兵数百人を集めたが、全員逃げ出したため、盧奕に「我らは国の重責にある、力及ばなくても、死を避けてはいけない」と語り、東京留守府に座していた。達奚珣は降伏し、盧奕・蔣清とともに捕らえられ、三人ともに処刑された。死後に司徒を贈られ、「忠懿」と贈り名された。その後、さらに太尉を贈られた。
十数人いた子は同時期に殺され、李彭、李源だけが生き残った。

## エピソード
- 『春秋左氏伝』に通じていた。
- 産業振興に通じており、伊川一帯を豊かな土地に変え、時人から「地癖」と呼ばれた。
- 同時期に張説に抜擢された鄭巌も、田の殖産にすぐれ、李憕に次ぐほどであったと伝えられる。彼は、天宝年間に絳郡太守となり、少府監に就任した。
- 子の李彭もまた、科挙の明経に合格している。天宝年間に、咸寧県丞から右補闕に昇進しており、玄宗の長安出奔に従い、蜀に入ったが、すぐに卒している。
- もう一人の子の李源は8歳の時に家が滅亡し、捕らえられて、奴隷とされていたが、安史の乱後、買い戻された。その後も、一族が殺されたことを悲憤し続け、妻をめとらず、酒やなまぐさを断ち、祠に住んで、父の墓を守ったと伝えられる。